# Bürd, Övörkhangai
Bürd (tiếng Mông Cổ: Бүрд) là một sum của tỉnh Övörkhangai tại miền nam Mông Cổ. Vào năm 2008, dân số của sum là 3.135 người.

## Địa lý
Sum có diện tích khoảng 2.600 km2. Trung tâm sum, Ongon, nằm cách tỉnh lị Arvaikheer 136 km và cách thủ đô Ulaanbaatar 295 km.

### Khí hậu
Bürd có nhiệt độ trung bình hàng năm là 4 °C. Tháng ấm nhất là tháng 7, khi nhiệt độ trung bình là 23 °C và lạnh nhất là tháng 12, với -18 °C. Lượng mưa trung bình hàng năm là 335 mm. Tháng mưa nhiều nhất là tháng 7, với lượng mưa trung bình 91 mm và khô nhất là tháng 2, với lượng mưa 2 mm.

## Kinh tế
Sum có một trường học, một bệnh viện và một trung tâm thương mại.